# Bironides teuchestes
Bironides teuchestes – gatunek ważki z rodziny ważkowatych (Libellulidae).